# Un incendio visto da lontano
Un incendio visto da lontano è un film del 1989 diretto da Otar Iosseliani.

## Trama
In un piccolo villaggio del Senegal, all'interno di una foresta si vive come in una sorta di paradiso terrestre. Poi giunge la civilizzazione, con il suo processo di disboscamento. Il luogo si desertifica e gli abitanti sono costretti ad andarsene.

## Riconoscimenti
- 46ª Mostra internazionale d'arte cinematografica di Venezia
  - Leone d'argento